# FDP-Bundesparteitag 1992
Koordinaten: 53° 5′ 12″ N, 8° 49′ 0″ O

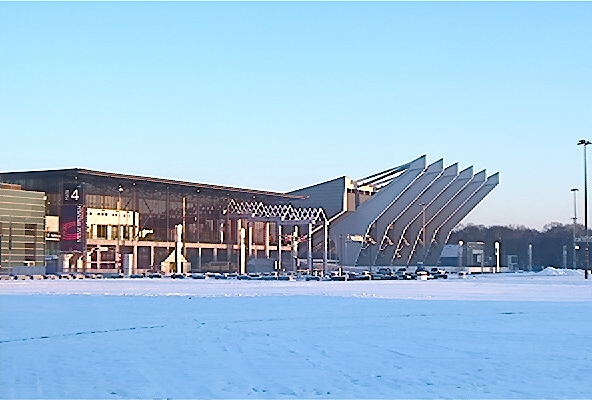
Stadthalle Bremen

Den Bundesparteitag der FDP 1992 hielt die FDP vom 2. bis 3. Oktober 1992 in Bremen ab. Es handelte sich um den 43. ordentlichen Bundesparteitag der FDP in der Bundesrepublik Deutschland. Der Parteitag fand in der Stadthalle Bremen statt und begann am 2. Oktober um 10:00 Uhr.

## Beschlüsse
Auf dem Parteitag wurden folgende Beschlüsse gefasst:
– Vollendung der Deutschen Einheit
– Soziale Marktwirtschaft im vereinten Deutschland
– Liberale Forderungen an eine Ausländer- und Asylpolitik
– Für die Beibehaltung der Wehrpflicht.
– Ausländerwahlrecht
– Abschluss der GATT-Verhandlungen
– Kultureinrichtungen in den neuen Bundesländern
– Wettbewerb der Universitäten um Studienzeitverkürzung
– Offensive in der Hochschulpolitik
– Kohlendioxid-Steuer
– Deutsche Beteiligung bei der Entsorgung von in der Ostsee versenkten, insbesondere chemischen Kampfstoffen
– Finanzielle Förderung der Friedens- und Konfliktforschung durch den Bund
– Unvereinbarkeit einer Mitgliedschaft bei Scientology und einer Mitgliedschaft in der F.D.P.
– Rechtsextremistischer Gewalt mit Stärke und Besonnenheit begegnen
– Thesen zur Parteireform

## Delegiertenschlüssel
Insgesamt wurden zum Bundesparteitag 662 Delegierte eingeladen. Nach dem Mitgliederstand der Landesverbände zum 31. Dezember 1990 (330 Delegierte) und den Wählerstimmenzahlen (330 Delegierte) der Bundestagswahl vom 2. Dezember 1990 standen den Landesverbänden für die Amtszeit der Delegierten, die am 1. Mai 1991 begann und am 30. April 1993 endete, die folgenden Delegiertenrechte zu. Die Berechnung durch die Bundesgeschäftsstelle erfolgte am 1. Februar 1991 und wurde den Landesverbänden mitgeteilt.
Nach dem Mitgliederbestand der Landesverbände und den Wählerstimmen ergab sich folgender Delegiertenschlüssel:
| Delegiertenrechte zum Bundesparteitag | Delegiertenrechte zum Bundesparteitag | Delegiertenrechte zum Bundesparteitag | Delegiertenrechte zum Bundesparteitag | Delegiertenrechte zum Bundesparteitag | Delegiertenrechte zum Bundesparteitag | Delegiertenrechte zum Bundesparteitag |
| Landesverband                         | Delegierte nach Mitgliederzahl        | Delegierte nach Mitgliederzahl        | Delegierte nach Wählerstimmen         | Delegierte nach Wählerstimmen         | Summe                                 | Vorher                                |
| ------------------------------------- | ------------------------------------- | ------------------------------------- | ------------------------------------- | ------------------------------------- | ------------------------------------- | ------------------------------------- |
| Baden-Württemberg                     | 7.496                                 | 14                                    | 667.272                               | 43                                    | 57                                    | 61                                    |
| Bayern                                | 6.385                                 | 12                                    | 551.892                               | 35                                    | 47                                    | 50                                    |
| Berlin                                | 7.012                                 | 13                                    | 183.780                               | 12                                    | 25                                    | 26                                    |
| Brandenburg                           | 15.853                                | 29                                    | 138.586                               | 9                                     | 38                                    | 49                                    |
| Bremen                                | 598                                   | 1                                     | 50.630                                | 3                                     | 4                                     | 4                                     |
| Hamburg                               | 1.987                                 | 4                                     | 117.293                               | 8                                     | 12                                    | 12                                    |
| Hessen                                | 7.759                                 | 14                                    | 374.240                               | 24                                    | 38                                    | 42                                    |
| Mecklenburg-Vorpommern                | 13.154                                | 24                                    | 91.229                                | 6                                     | 30                                    | 23                                    |
| Niedersachsen                         | 7.948                                 | 15                                    | 474.609                               | 31                                    | 46                                    | 48                                    |
| Nordrhein-Westfalen                   | 20.652                                | 38                                    | 1.118.967                             | 72                                    | 110                                   | 114                                   |
| Rheinland-Pfalz                       | 5.375                                 | 10                                    | 245.283                               | 16                                    | 26                                    | 29                                    |
| Saarland                              | 2.878                                 | 5                                     | 42.459                                | 3                                     | 8                                     | 12                                    |
| Sachsen                               | 25.363                                | 47                                    | 345.471                               | 22                                    | 69                                    | 69                                    |
| Sachsen-Anhalt                        | 24.171                                | 45                                    | 314.265                               | 20                                    | 65                                    | 69                                    |
| Schleswig-Holstein                    | 3.278                                 | 6                                     | 185.636                               | 12                                    | 18                                    | 18                                    |
| Thüringen                             | 28.425                                | 53                                    | 221.621                               | 14                                    | 67                                    | 42                                    |
| Bundesgebiet                          | 178.334                               | 330                                   | 5.123.233                             | 330                                   | 660                                   | 660                                   |
| Auslandsgruppe Europa                 |                                       | 2                                     |                                       |                                       | 2                                     | 2                                     |

## Delegierte zum ELD-Kongress
Anlässlich des Bundesparteitags wurden darüber hinaus in zwei Abteilungen insgesamt 38 Delegierte für den Kongress der ALDE gewählt.
1. Abteilung
- Mechthild von Alemann (LV Nordrhein-Westfalen)
- Helmut Haussmann (LV Baden-Württemberg)
- Ulrich Irmer (LV Bayern)
- Horst-Günter Krenzler (Auslandsgruppe Europa)
- Bruno Menzel (LV Sachsen-Anhalt)
- Irmgard Schwaetzer (LV Nordrhein-Westfalen)
- Ursula Seiler-Albring (LV Baden-Württemberg)
- Max Stadler (LV Bayern)
- Rüdiger von Wechmar (LV Bayern)
- Guido Westerwelle (LV Nordrhein-Westfalen)
- Uta Würfel (LV Saarland)

2. Abteilung
| Bundesland            | Delegierter                         | Ersatzdelegierter        |
| --------------------- | ----------------------------------- | ------------------------ |
| Baden-Württemberg     | Manfred Vohrer                      | Rudolf Rentschler        |
|                       | Ernst Burgbacher                    | Dagmar Gräfin Bernstorff |
|                       | Brigitte Feldmann                   | Karl Mahne               |
| Bayern                | Elke Paix                           | Armin Eckert             |
|                       | Eugenie Trützschler von Falkenstein | Rudolf Dumont Du Voitel  |
|                       | Alexander Müller                    | Joachim Spatz            |
| Berlin                | Erwin Loßmann                       | Knud Caesar              |
| Bremen                | Almuth Harjes                       | Peter Seibt              |
| Hamburg               | Cornelia von Teichmann              | Jürgen Scholz            |
| Hessen                | Hermann Kleinstück                  | Barbara von Saary        |
|                       | Martin Holzfuß                      | Udo Grobba               |
| Niedersachsen         | Heinrich Jürgens                    | Heinrich Klawe           |
|                       | Peter-Jürgen Rau                    | Eugen Füner              |
|                       | Annette Sievers                     | Elke Rieck               |
| Nordrhein-Westfalen   | Joachim Schultz-Thornau             | Nicole Westig            |
|                       | Walter Klitz                        | Horst Merten             |
|                       | Klaus Reimer                        | Michael Buse             |
|                       | Christian Weyert                    | Beate Gödde-Baumanns     |
|                       | Uwe Holl                            | Werner A. Seeger         |
|                       | Martin Gralher                      | Georg Plato              |
| Rheinland-Pfalz       | Helmut Schäfer                      | Günter Storch            |
|                       | Diethardt von Preuschen             | Georg Welker             |
| Saarland              | Klaus Heinemann                     | Peter Comperl            |
| Schleswig-Holstein    | Peter Scholtysik                    |                          |
| Auslandsgruppe Europa | Helmut Schmitt von Sydow            | Klaus Werner Schmiter    |
| Junge Liberale        | Michael Wiesner                     | Caroline Rudolph         |

## Sonstiges
In das Tagungspräsidum wurden gewählt: Ina Albowitz (LV NRW), Werner Hoyer (LV NRW), Ulrich Irmer (LV Bayern), Fred-Peter Sandring (LV Sachsen) und Ruth Wagner (LV Hessen).
Den Bericht der Wahlprüfungsausschusses trug Burkhard Hirsch vor.